# Helina xiaoxinganna
Helina xiaoxinganna är en tvåvingeart som beskrevs av Xue 2001. Helina xiaoxinganna ingår i släktet Helina och familjen husflugor. Inga underarter finns listade i Catalogue of Life.